# Stanislaw Adamowitsch Messing

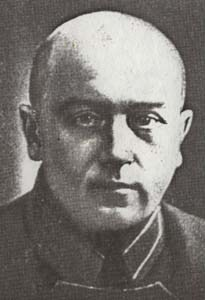
Stanislaw A. Messing

Stanislaw Adamowitsch Messing (polnisch Stanisław Adamowicz Messing, russisch Станислав Адамович Мессинг; * 1890 in Warschau; † 2. September 1937 in Moskau (hingerichtet)) war ein polnischer Revolutionär und einer der Führer der sowjetischen politischen Polizei (Tscheka, später OGPU). Als stellvertretender Vorsitzender führte er die OGPU von 1929 bis 1932.

## Leben
Er wurde in Warschau in eine Musikerfamilie geboren und besuchte das Gymnasium. 1908 trat er in die Partei Sozialdemokratie des Königreichs Polen und Litauens (SDKPiL) ein und stand in engem Kontakt zu Felix Dserschinski und Josef Unschlicht. Messing diente als Soldat im Ersten Weltkrieg.
Ab 1918 war er in führender Position bei der Moskauer Tscheka tätig. 1921 wurde er ihr Vorsitzender, wechselte aber noch im gleichen Jahr auf den Posten des Vorsitzenden der Petrograder Tscheka. In den Jahren 1929–1932 war er stellvertretender Vorsitzender der OGPU, der Nachfolgeorganisation der Tscheka.
Im Zuge der Stalinschen Säuberungen wurde Messing am 15. Juni 1937 verhaftet und am 2. September 1937 erschossen.
1956 wurde er rehabilitiert.